# Marian Gałuszka
Marian Gałuszka (ur. 3 lutego 1951, zm. 10 grudnia 2007) – historyk, zajmujący się historią Górnego Śląska, współautor m.in. Encyklopedii Chorzowa.
Publikował prace historyczne m.in. w Zeszytach chorzowskich (m.in. prace pt. Naczelna Organizacja Techniczna w Chorzowie, Kalendarium społeczno-kulturalne Chorzowa za rok 2000) oraz w Szkicach archiwalno-historycznych (Materiały archiwalne do historii wodociągów katowickich w zasobie Archiwum Państwowym w Katowicach, Materiały archiwalne do dziejów regulacji rzeki Rawy w zasobie Archiwum Państwowego w Katowicach, współautorstwo Leszek Grochla). Był współautorem wystawy fotograficznej poświęconej obchodom 80-lecia Stadionu Wychowania Fizycznego i Przysposobienia Wojskowego w Królewskiej Hucie.

## Publikacje
- 40 lat Stowarzyszenia Miłośników Chorzowa im. J. Ligonia. Fakty, myśli, refleksje  Chorzów 1997
- Archiwalia miasta Siemianowice Śląskie, UM Siemianowice Śląskie, Biblioteka Siemianowicka, 1998
- Jacek Kurek, Marian Gałuszka Powstanie "wielkiego" Chorzowa w latach 1934-1939 ISBN 83-918706-7-7, Chorzów 2004
- Chorzów wczoraj, wyd. Wokół Nas, 1996 rok, ISBN 83-85338-51-9
- Źródła do dziejów Świętochłowic w zbiorach Archiwum Państwowego w Katowicach, wyd. Muzeum Miejskie, 1997 ISBN 83-907657-0-5 ISBN 978-83-907657-0-9